# 三行判決
三行判決（さんぎょうはんけつ、みくだりはんけつ）とは、旧民事訴訟法下で最高裁判所が大量に出した判決をいう。現在は、上告理由が制限されたため、三行決定が大量に出されている。
日本では最高裁判所が終審裁判所としての地位を有しているが、最高裁判所は法律審であるとされ、旧民事訴訟法下では最高裁判所に上告できる事由は判決に影響を及ぼすことが明らかな法令違反に限定されていた。
下級審で敗訴した当事者が最後まで争う場合には最高裁判所への上告がなされることが多いが、その上告理由の多くは経験則違反に名に借りた事実誤認の主張であり、適法な上告理由に当たらないものがほとんどであった。
そこで、最高裁判所は、三行判決というほぼ定型文の判決書により多くの事件について棄却していた。

## 三行判決の例
| 判決 当事者の表示 別紙当事者目録のとおり 昭和yy年mm月dd日aa高等裁判所が判決を出した昭和yy年（ネ）第nn号損害賠償請求事件について上告人から上告があった。よって，当裁判所は次のとおり判決する。 主文 本件上告を棄却する。 上告費用は上告人の負担とする。 理由 上告代理人＊＊の上告理由について 所論の点に関する原審の認定判断は，原判決挙示の証拠関係に照らし，正当として是認することができ，その過程に所論の違法はない。所論は独自の見解から原判決を論難するか，専ら原審の裁量に属する事実認定を非難するものに過ぎず，採用することができない。 最高裁判所第n（n=1～3）小法廷 裁判長裁判官 ＊＊ 以下5名 上告代理人＊＊の上告理由 上告理由書掲載 |